# كاتدرائية سيدة مصر
كاتدرائية سيدة مصر، وتسمى أيضًا كاتدرائية الأقباط الكاثوليك بالقاهرة، هي مبنى الكنيسة القبطية الكاثوليكية.
تقع تحت المسؤولية الرعوية للبطريرك إبراهيم إسحاق سيدراك.

## الافتتاح
تعتبر الكاتدرائية بمثابة الكنيسة الرئيسية للبطريرك القبطية الكاثوليكية بالإسكندرية (بطريركية الأقباط الإسكندرية) التي بدأت في عام 1741 كنيابة رسولية أنشأها البابا بندكت الرابع عشر. وقد رُفعت إلى مكانتها الحالية في عام 1895 تحت بابوية البابا ليون الثالث عشر بموجب المرسوم البابوي "Christi Domini".

## الموقع
تقع كاتدرائية سيدة مصر في 39 شارع مصطفى فهمي في القاهرة، مصر.